# Shiyali Ramamrita Ranganathan
Shiyali Ramamrita Ranganathan (9 août 1892, Shiyali, Madras (Tamil Nadu) - 27 septembre 1972, Bangalore, Mysore (Karnataka)) est un mathématicien et un bibliothécaire indien. Il est principalement connu pour avoir édicté les cinq lois de Ranganathan et inventé la classification à facettes. Il est considéré comme le père de la bibliothéconomie indienne.

## Parcours et apports
Ranganathan commence sa carrière comme enseignant de mathématiques. En 1923, l'Université de Madras crée le poste de bibliothécaire universitaire (University Librarian) pour veiller sur son fonds documentaire mal organisé. Sur les neuf cents candidats qui se présentent pour le poste, aucun n'a les qualités requises pour assumer le poste. Cependant, Ranganathan, qui ne connaît alors le domaine de la bibliothéconomie que par la lecture de l'article la concernant de l'Encyclopædia Britannica, quelques jours auparavant, sort du lot par les publications mathématiques dont il est l'auteur. À sa grande surprise, il est accepté pour le poste qu'il occupe à partir de janvier 1924. Souffrant de l'isolement impliqué par cette position, il demande à l'administration universitaire de le remettre en position enseignante mais il se voit proposer le marché suivant, on lui offre un séjour à Londres pour étudier les pratiques modernes de bibliothéconomie et à son retour en Inde, si le poste ne le satisfait toujours pas, il sera autorisé à reprendre un poste d'enseignement. 
Ranganathan intègre alors l'University College London, le seul établissement de l'époque à offrir une formation dans ce domaine. Il obtient des résultats à peine au-dessus de la moyenne, mais son esprit mathématique se passionne pour les problèmes de classification qu'il aborde avec un esprit neuf qui lui permet de percevoir les failles de la classification décimale en usage, un esprit neuf qui lui fait concevoir une nouvelle méthode organisationnelle.
Il commence à construire son système de classification à facettes alors qu'il se trouve en Angleterre et l'améliore sur le bateau qui le ramène en Inde en le mettant à l'épreuve sur la bibliothèque du bord. Ranganathan, devenu passionné par le domaine de la bibliothéconomie, conserve finalement son poste à l'Université de Madras, un poste qu'il occupe durant vingt ans. Au cours de cette période, il aide à la fondation de la Madras Library Association, fait campagne pour la création d'un réseau de bibliothèques publiques gratuites ainsi que pour celle d'une bibliothèque nationale à la hauteur du pays. C'est au cours des premières années de Ranganathan à Madras qu'il produit ses contributions majeures à la bibliothéconomie : ses cinq lois (1931) et la finalisation de son système de classification à facettes (1933).
Après ces deux décennies comme bibliothécaire à Madras, un poste qu'il souhaitait conserver jusqu'à sa retraite, il est forcé à la démission lorsque les conflits qui l'opposent au nouveau vice-président de l'université sont devenus intolérables. À l'âge de 54 ans, il démissionne donc et, après un bref épisode dépressif, il accepte, en août 1945, un poste de professeur en bibliothéconomie à l'université hindoue de Vârânasî, son dernier poste universitaire. Là, il fait personnellement, en quatre années, le catalogage du fonds riche de cent mille documents. 
Ranganathan est à la tête de l'Association bibliothécaire indienne (Indian Library Association) de 1944 à 1953, mais il n'aime pas ce travail d'administrateur et ne peut empêcher le choix de la Classification décimale de Dewey, plutôt que son propre système, par la bibliothèque publique de Delhi (Delhi Public Library). Il occupe de 1949 à 1953 le poste de professeur honoraire de l'université de Delhi et participe à l'élaboration des programmes de bibliothéconomie de cette institution University avec un de ses anciens élèves, S. Das Gupta. Il séjourne brièvement à Zurich de 1955 à 1957, où son fils a épousé une occidentale, ce qui lui permet d'étendre son réseau de relations dans son domaine de travail. 
Sa dernière grande tâche est la création, en 1962, du Documentation Research and Training Centre de Bangalore, centre où il occupe le poste de directeur honoraire durant cinq années. En 1965, le gouvernement indien lui décerne le titre de "National Research Professor" pour ses contributions dans le domaine de la bibliothéconomie. Sa santé se dégrade au cours des dernières années de sa vie et le confine dans sa chambre.

## Lescinq lois de Ranganathan[1]
1. Les livres sont faits pour être utilisés
2. À chaque lecteur son livre
3. À chaque livre son lecteur
4. Épargnons le temps du lecteur
5. Une bibliothèque est un organisme en développement